# Neoserica lucidifrons
Neoserica lucidifrons är en skalbaggsart som beskrevs av Ahrens 2003. Neoserica lucidifrons ingår i släktet Neoserica och familjen Melolonthidae. Inga underarter finns listade i Catalogue of Life.